# شبدر خوشه‌ای
شبدر خوشه‌ای (نام علمی: Trifolium glomeratum) نام یک گونه از سرده شبدر است.